# Marquesado de Valdegema
El marquesado de Valdegema es un título nobiliario español, creado por el rey Carlos IV, el 14 de julio de 1790, a favor de Fermín López Altamirano Isunza, regidor perpetuo de Zamora.

## Marqueses de Valdegama
- Fermín López Altamirano e Isunza, I marqués de Valdegema.[1][2] Era hijo de Fernando López Altamirano, natural de Zamora, y de Josefa Isunza Quintana, natural de Azcoitia.[3]

Casó en primeras nupcias con Josefa de Tineo y Ramírez. Contrajo un segundo matrimonio, en 1800, con Teresa Losada y Portocarrero, viuda de Ignacio Núñez de Gaona. En marzo de 1822, sucedió su hijo del primer matrimonio:
- Carlos Francisco de la Cruz López-Altamirano y Tineo (m. 1861), II marqués de Valdegema[1] y capitán del regimiento provincial de Salamanca.[2]

Casó con María Casilda de Lezo Garro, hermana del III marqués de Ovieco. En 15 de abril de 1863, sucedió su nieto:
- Ramón María Carlos López-Altamirano y Tineo (m. 22 de abril de 1886), III marqués de Valdegema.[1]

En 24 de enero de 1888, sucedió su hermana:
- Carlota López-Altamirano y Tineo (n. 26 de octubre de 1854), IV marquesa de Valdegema[1] y II vizcondesa de Casa Tineo.[4]

Casó con José de Vallejo Hernández. Tuvo por lo menos un hijo, José López Hernández de Tineo, fallecido el 24 de octubre de 1894, que en algunas genealogías, figura como V marqués de Valdegema, aunque en la carta de sucesión de Mercedes Bérriz López-Altamirano consta que ella sucede a Carlota López-Altamirano y Tineo. En 11 de junio de 1954, sucedió:
- Mercedes Bérriz López-Altamirano (m. Palencia, 27 de diciembre de 1991),[6] V marquesa de Valdegema.[1][7]  Era hija de Sixto Berriz Azcárraga y de Mercedes López-Altamirano y Díez de la Lama y descendiente de Juan López-Altamirano Lezo, hijo del II marqués de Valdegema.

Casó con Antonio Marabini Moreno (m. Palencia, 1 de enero de 1956). En 14 de diciembre de 1992, sucedió su nieto, hijo de Antonio Marabini y Bérriz, VII marqués de Ovieco, y de su esposa María del Carmen Martínez de Lejarza y Valle.
- Antonio Marabini y Martínez de Lejarza, VI marqués de Valdegema[1] y VIII marqués de Ovieco.[9]